# Wysoka Gryfińska
Wysoka Gryfińska (do 1945 niem. Wittstock) – osada w Polsce położona w województwie zachodniopomorskim, w powiecie gryfińskim, w gminie Gryfino. Przez wieś przebiega droga wojewódzka nr 119.
Wieś malowniczo położona pomiędzy trzema jeziorami Krzywienko, Zgniły Grzyb i Brudzień.
Do 1945 roku we wsi znajdował się dwór otoczony parkiem, po zakończeniu działań wojenny obiektu nie odbudowano. Pozostał park położony w obniżeniu, przy skarpie wzdłuż której biegła parkowa aleja. Z drzewostanu warto wymienić potężne dęby o średnicy pnia powyżej 1 metra, jesiony (nawet 2,85 m), potężne klony i wierzby. Pozostały drzewostan tworzą gatunki rodzime: dęby, jesiony, klon zwyczajny, wierzba biała, robinia akacjowa. W podszyciu występują czeremcha, trzmielina europejska i dziki bez czarny. Gatunki egzotyczne z drzewostanu wypadły, atrakcyjnym gatunkiem zielnym obcego pochodzenia jest barszcz.
Przez Wysoką Gryfińską przebiegnie droga ekspresowa S3. W Wysokiej Gryfińskiej planowane jest Miejsce Obsługi Podróżnych ze stacjami paliw (po obu stronach trasy), z restauracją (w kierunku południowym) i zajazdem-motelem (w kierunku północnym).
W latach 1975–1998 miejscowość administracyjnie należała do województwa szczecińskiego.